# Burcardo II di Halberstadt
Burcardo di Veltheim, anche Burckhardt, Bucco o Buko (1028 circa – Ilsenburg, 7 aprile 1088), è stato un religioso e vescovo cattolico tedesco, vescovo di Halberstadt (con il nome di Burcardo II) dal 1059 fino alla sua morte.

## Biografia
Membro della nobile famiglia Veltheim, probabilmente di origine sveva, Burcardo era nipote materno degli arcivescovi Annone II di Colonia e Guarniero di Magdeburgo. Nel 1057 divenne prevosto della Collegiata dei Santi Simone e Giuda al Palazzo Imperiale di Goslar. Nel 1059, grazie all'intercessione di suo zio, l'arcivescovo Annone, succedette al vescovo Burcardo I nella diocesi di Halberstadt.
Nell'ottobre 1062 ad Augusta si tenne un sinodo tra i vescovi del Regnum Italicum e i vescovi del Regnum Teutonicorum e Burcardo venne inviato, in vece dell'Imperatrice reggente Agnese di Poitou, a Roma per mediare una contestata elezione papale tra il legittimo papa Alessandro II e l'antipapa Onorio II. Sebbene la corona tedesca sostenesse Onorio, Burcardo giurò di supportare Ildebrando, il futuro grande riformatore papale, e sostenne Alessandro. Per gratitudine, Alessandro conferì a Burcardo l'ambitissimo pallio.
Alla fine dell'inverno 1067-1068, Burcardo, attraversando le paludi ghiacciate, invase il paese delle tribù slave dei Lutici. Le sue forze rasero al suolo il tempio pagano di Rethra (Radagoszcz) e il vescovo tornò in Sassonia a cavallo del loro sacro cavallo nero.
Nel 1070 fondò l'abbazia benedettina di Huysburg. A Halberstadt consacrò la cattedrale della città ricostruita a Pentecoste del 1071. Il re Enrico IV assistette alla cerimonia e allo stesso tempo accettò la sottomissione da parte del nobile sassone ribelle Ottone di Nordheim e dei suoi seguaci, sottomissione che permise di riottenere i suoi possedimenti, eccetto il ducato di Baviera.
Tuttavia, quando scoppiò la ribellione sassone due anni dopo, il vescovo Burcardo si schierò dalla parte dei ribelli contro Enrico IV. Fu testimone del trattato di Gerstungen del 1074, ma il 13 luglio 1075 fu catturato nella battaglia di Langensalza e consegnato al vescovo Ruperto di Bamberg. Nel 1076 fu bandito in Ungheria, ma fuggì e tornò a Halberstadt. Quando tornò in Germania, essa era nel pieno della lotta per le investiture, il vescovo Burcardo si schierò, nella grande ribellione sassone in corso, dalla parte dell'avversario imperiale di Enrico IV, l'antire Rodolfo di Rheinfelden e successivamente Ermanno di Salm. Dopo una risoluzione nel 1085 l'imperatore Enrico invase il territorio di Halberstadt e cercò di deporre Burcardo nel sinodo di Magonza, ma riuscì solo brevemente a rimuoverlo dalla sua diocesi. Il 5 giugno 1087 Burcardo consacrò la chiesa abbaziale di Ilsenburg dopo nove anni di lavoro.
Secondo la leggenda, il vescovo Burcardo amava molto i bambini. Ancora all'inizio del XX secolo, i bambini della regione intorno a Halberstadt cantavano ancora a memoria una filastrocca tedesca: 
(Thompson, 417 n1.)
Alla fine, Burcardo entrò in una feroce disputa con il margravio della dinastia brunonide Egberto II di Meißen, che cercò di essere eletto antiré in successione a Ermanno di Salm. Secondo l'Annalista Saxo, le truppe di Egberto devastarono le terre di Halberstadt e il vescovo cercò il sostegno dei nobili sassoni a Goslar. Il 6 aprile 1088 Burcardo fu ferito a morte in una scaramuccia e fu portato nel monastero di Ilsenburg, dove il giorno seguente morì a causa delle ferite.